# Drôles de retrouvailles
Pour plus de détails, voir Fiche technique et Distribution.
Drôles de retrouvailles (These Old Broads) est un téléfilm américain réalisé par Matthew Diamond et diffusé en 2001.

## Synopsis
Une rediffusion d'un téléfilm tourné dans les années 70 remporte un franc succès et fait exploser l'audience de la chaîne. Le directeur des programmes de la chaîne privée y voit l'occasion de redorer son image bien ternie dans les milieux audiovisuels de Hollywood. Aussi n'hésite-t-il guère à empoigner le combiné de son téléphone pour contacter les stars, qui furent naguère cultes, afin de les persuader de tourner un remake ou une suite de leurs aventures. Les vieilles dames répondent favorablement à l'invitation du potentat télévisuel. Seulement, le directeur se rend vite compte qu'avoir réuni à la hâte ces trois vieilles idoles bouffies de narcissisme n'était pas sans danger car les trois actrices se haïssent...

## Fiche technique
- Réalisation : Matthew Diamond
- Scénario : Carrie Fisher et Elaine Pope
- Musique : Guy Moon et Steve Tyrell
- Image : Eric Van Haren Noman
- Montage : Casey O. Rohrs
- Décors : Alfred Sole
- Direction artistique : Jack Ballance
- Décorateur de plateau : Don Diers
- Costumes : Nolan Miller
- Pays :  États-Unis
- Langue : américain
- Format : Couleur - Son : Stéréo
- Genre : Comédie
- Durée : 89 minutes
- Date de diffusion :
  - États-Unis : 12 février 2001

## Distribution
- Shirley MacLaine (VF : Arlette Thomas) : Kate Westbourne
- Debbie Reynolds (VF : Martine Sarcey) : Piper Grayson
- Joan Collins (VF : Michèle Bardollet) : Addie Holden
- Elizabeth Taylor (VF : Paule Emanuele) : Beryl Mason
- Jonathan Silverman (VF : Michel Papineschi) : Wesley Westbourne
- Nestor Carbonell (VF : Patrick Osmond) : Gavin
- Peter Graves (VF : Dominique Paturel) : Bill
- Carlos Jacott : Tom
- Pat Crawford Brown (VF : Lily Baron) : Miriam Hodges
- Suzanne Carney : Connie
- Heath Hyche : Ben Collier
- Gene Barry (VF : Jean-Pierre Gernez) : M. Stern
- Pat Harrington Jr. : Tony Frank
- Hinton Battle : Pete
- Betty Carvalho : Rosa
- Carrie Fisher : Hooker
- June Allyson : une dame à l'hôtel (non créditée)